# Metacyclops
Metacyclops là một chi giáp xác nước ngọt trong họ Cyclopidae, gồm 73 loài, đều được liệt vào sách Đỏ – M. campestris ở Brasil (conservation dependent), M. gasparoi ở Ý (loài dễ tổn thương) và M. postojnae ở Slovenia (loài dễ tổn thương).

## Phân loại
- Metacyclops aequatorialis Dussart, 1978
- Metacyclops agnitus Herbst, 1988
- Metacyclops amoenus (Mann, 1940)
- Metacyclops arenicolus Fryer, 1956
- Metacyclops arnaudi (G. O. Sars, 1908)
- Metacyclops botosaneanui Pesce, 1985
- Metacyclops brauni Herbst, 1962
- Metacyclops campestris Reid, 1987
- Metacyclops chelazzii Dumont, 1981
- Metacyclops communis Lindberg, 1938
- Metacyclops concavus Kiefer, 1937
- Metacyclops curtispinosus Dussart, 1984
- Metacyclops cushae Reid, 1991
- Metacyclops dengizicus (Lepeshkin, 1900)
- Metacyclops dentatus Plesa, 1981
- Metacyclops denticulatus Dussart & Frutos, 1986
- Metacyclops dianae Pesce, 1985
- Metacyclops dimorphus (Kiefer, 1934)
- Metacyclops distans Kiefer, 1956
- Metacyclops exsulis (Gauthier, 1951)
- Metacyclops fiersi De Laurentiis, Pesce & Humphreys, 2001
- Metacyclops gasparoi Stoch, 1987
- Metacyclops geltrudeae Galassi & Pesce, 1994
- Metacyclops gracilis (Lilljeborg, 1853)
- Metacyclops grandis (Kiefer, 1935)
- Metacyclops grandispinifer (Lindberg, 1940)
- Metacyclops hannensis Defaye, 1993
- Metacyclops hartmanni Herbst, 1960
- Metacyclops hirsutus C. E. F. Rocha, 1994
- Metacyclops janstocki Herbst, 1990
- Metacyclops kimberleyi Karanovic, 2004
- Metacyclops laticornis (Lowndes, 1934)
- Metacyclops laurentiisae Karanovic, 2004
- Metacyclops leptopus (Kiefer, 1927)
- Metacyclops longimaxillis Defaye & Por, 2010
- Metacyclops lusitanus Lindberg, 1961
- Metacyclops malayicus Kiefer, 1930
- Metacyclops margaretae Lindberg, 1938
- Metacyclops mendocinus (Wierzejski, 1892)
- Metacyclops micropus Kiefer, 1932
- Metacyclops minutus (Claus, 1863)
- Metacyclops monacanthus (Kiefer, 1928)
- Metacyclops mortoni Pesce, De Laurentiis & Humphreys, 1996
- Metacyclops mutatus Herbst, 1988
- Metacyclops necessarius (Kiefer, 1926)
- Metacyclops oraemaris C. E. F. Rocha, 1994
- Metacyclops paludicola (Herbst, 1959)
- Metacyclops panamensis (Marsh, 1913)
- Metacyclops pectiniatus Shen & Tai, 1964
- Metacyclops pilanus Karanovic, 2004
- Metacyclops pilbaricus Karanovic, 2004
- Metacyclops planus (Gurney, 1909)
- Metacyclops postojnae Brancelj, 1987
- Metacyclops problematicus Dumont, 1973
- Metacyclops procerus (Herbst, 1955)
- Metacyclops prolatus Kiefer, 1935
- Metacyclops pseudoanceps (Green, 1962)
- Metacyclops royi Lindberg, 1940
- Metacyclops rudis Plesa, 1981
- Metacyclops ryukyuensis Ishida, 1995
- Metacyclops somalicus Dumont, 1981
- Metacyclops spartinus (Ruber, 1966)
- Metacyclops stammeri Kiefer, 1938
- Metacyclops stocki Pesce, 1985
- Metacyclops subaequalis Dussart, 1984
- Metacyclops subdolus Kiefer, 1938
- Metacyclops superincidentis Karanovic, 2004
- Metacyclops tredecimus (Lowndes, 1934)
- Metacyclops trisetosus Herbst, 1957
- Metacyclops trispinosus Dumont, 1981
- Metacyclops tropicus (Kiefer, 1932)
- Metacyclops unacanthus Lindberg, 1936
- Metacyclops viduus (Kiefer, 1933)